# Trận Hohenfriedberg
Trận Hohenfriedberg, còn gọi là Trận Striegau là một trận đánh quan trọng trong chiến tranh Schlesien lần thứ hai và chiến tranh Kế vị Áo, diễn ra vào ngày 4 tháng 6 năm 1745 trên đồng bằng Schlesien (Phổ). Lực lượng tham chiến trong trận này gồm gần 59 nghìn quân Phổ do vua Friedrich II thống lĩnh và một lực lượng đông ngang ngửa của liên minh Áo-Sachsen do vương tước Karl xứ Lothringen và quận công Johann Adolf II xứ Sachsen-Weißenfels thống lĩnh. Trận đánh kết thúc với thắng lợi lớn đầu tiên của quân đội Phổ trong chiến tranh Schlesien lần thứ hai, làm phá sản chiến dịch của người Áo nhằm chiếm lại Schlesien vào mùa xuân-hạ năm 1745.
Sau khi đẩy lùi chiến dịch tấn công Böhmen của Phổ tháng 8 năm 1744, liên minh Áo-Sachsen lên kế hoạch chiếm lại Schlesien, vùng đất bị Friedrich chiếm từ tay Áo năm 1742. Lực lượng thực hiện kế hoạch gồm 4 vạn quân Áo do vương công Karl chỉ huy và 19 nghìn quân Sachsen do quận công Johann Adolf chỉ huy. Nhờ hệ thống tình báo hiệu quả, Friedrich đã nắm được tổng quan về kế hoạch của đối phương vào tháng 3 năm 1745. Ông liền khẩn trương lập sở chỉ huy ở Glatz và huy động gần 6 vạn quân giữ Schlesien. Trong khi đó, liên quân Áo-Sachsen chuẩn bị chậm chạp và đến ngày 26 tháng 5 mới hành tiến về Schlesien.
Friedrich muốn dụ đối phương khỏi vùng đồi núi trên biên ải Böhmen-Schlesien để đánh trận trên địa hình đồng bằng Schlesien. Ông cho người tung tin quân Phổ muốn rút về Breslau, lại cho một số đơn vị giả vờ tháo lui. Kết quả là chiều ngày 3 tháng 6, liên quân Áo-Sachsen tiến vào đồng bằng Sachsen, đóng trại giữa Kauder và Hohenfriedberg, chỉ phòng bị lỏng lẻo vì không biết rằng Friedrich đã ém quân cách đó không xa về hướng đông nam. Rạng sánh ngày 4 tháng 6, Friedrich dẫn quân quẹo lên hướng tây bắc hòng đột kích vào sườn phía đồn của đối phương. Quân Phổ di chuyển rất nhanh nhẹn, trật tự và kín tiếng, đến khu vực giữa Streigau và Pilgrimshain thì gặp quân Sachsen. Kỵ binh hai bên xông tới hỗn chiến ác liệt. Cùng lúc đó, thống chế Phổ Leopold II von Anhalt-Dessau đem 21 tiểu đoàn bộ binh vượt sông Striegau đập nát bộ binh Sachsen. Đến 7h sáng, quân Sachsen tháo chạy, nghĩa là toàn bộ cánh trái liên quân đã bị loại khỏi vòng chiến, đang khi quân Áo ở cánh phải chưa hoàn tất triển khai.
Một giờ sau, kỵ binh cánh trái Phổ tiêu diệt được kỵ binh cánh phải Áo. Chỉ có lực lượng bộ binh trung tâm Áo có pháo binh yểm hộ còn chống cự, gây cho bộ binh Phổ nhiều tổn thất. Tình huống đột phá diễn ra bất ngờ vào 8 giờ 15 phút khi trung đoàn long kỵ binh Bayreuth từ phía sau luồn qua trận tuyến bộ binh, rồi xung phong đánh tan toàn bộ bộ binh Áo. Quân Áo thua trận tháo chạy, trận đánh khép lại lúc 9 giờ với thắng lợi ngoạn mục cho quân đội Phổ: họ chỉ hao tổn gần 5 nghìn người nhưng đã gây thiệt hại gấp gần 3 lần cho cho liên quân Áo-Sachsen. Tuy nhiên, Áo và Sachsen vẫn tiếp tục chiến tranh, đến tháng 12 năm 1745 mới chịu thua Phổ.

## Bối cảnh
Năm 1740, hoàng đế La-Đức kiêm đại công tước Áo Karl VI chết. Con gái là Maria Theresia lên kế tục ở Áo, nước mạnh nhất trong đế quốc La-Đức. Bấy giờ ở mạn đông bắc Đức có nước Phổ đang quật khởi mạnh mẽ nhờ các chính sách hành chính, kinh tế, quân sự hiệu quả. Vua Phổ Friedrich II thấy Maria Theresia non kinh nghiệm và Áo cũng đang khủng hoảng trầm trọng do thất bại trong chiến tranh Kế vị Ba Lan (1733-35) và chiến tranh với Thổ Nhĩ Kỳ (1737-39). Friedrich vì vậy mà sinh mưu đồ chiếm đoạt Schlesien, một tỉnh trù phú của Áo. Ngoài Phổ và Áo, các nước lớn khác của châu Âu có Nga đang vướng đấu đá cung đình, Anh thân Áo nhưng đang đánh với Tây Ban Nha từ năm 1739, còn Pháp là kẻ thù lâu năm của Áo, nên cục diện rất có lợi cho Phổ.
Ngày 16 tháng 12 năm 1740 Friedrich khởi 2,7 vạn binh từ Brandenburg tràn sang Schlesien, dẫn đến sự hình thành mặt trận Áo-Phổ trong chiến tranh Kế vị Áo. Bên Áo chỉ đặt 8 nghìn quân chống giữ. Chỉ sau 6 tuần chinh chiến, cuối tháng 1 năm 1741 quân Phổ thu phục toàn bộ Schlesien, kể cả thủ phủ Breslau. Đại quân Áo từ Mähren tiến ra đánh Schlesien, bị bại tan nát trong trận Mollwitz ngày 10 tháng 4 năm 1741. Trận thắng đầu tiên của Friedrich đã cổ vũ Pháp và Bayern liên kết với Phổ xâu xé hệ thống lãnh địa của Áo. Tháng 5 năm 1742, quân Phổ lại đánh thắng quân Áo trong trận Chotusitz; sau đó Friedrich xé bỏ liên minh với Pháp, Bayern và ký kết hòa ước Breslau với Áo ngày 11 tháng 6 năm 1742. Hòa ước này quy định Áo phải nhượng hoàn toàn Schlesien cho Phổ, song cũng tạo điều kiện cho Áo dồn sức đánh Pháp và Bayern. Quân đồng minh Pháp-Bayern liên tục bại trận trong năm 1743.
Đầu năm 1744, đại công nương Áo Maria Theresia liên kết với Sachsen chuẩn bị chiếm lại Schlesien. Friedrich đã bắt bài được ý định này, nên vào tháng 6 ông tái lập liên minh với Pháp, Bayern và mở lại mặt trận Áo-Phổ. Tháng 8 năm 1744, Friedrich đem 8 vạn quân đánh vùng Böhmen nhằm uy hiếp thủ đô Viên. Quân Áo do vương công Karl Alexander xứ Lothringen chỉ huy, có thống chế Otto Ferdinand von Abensberg und Traun bày mưu, chủ trương quấy nhiễu đường liên lạc của Phổ, đồng thời tránh đánh quy ước với địch. Friedrich đành chấp nhận thất bại và phải triệt thoái về Schlesien sau khi hao tổn gần 3 vạn lính mà phần lớn do bệnh tật, đào ngũ, hoặc bị bắt. Tình hình càng trở nên có lợi cho Áo khi Bayern đầu hàng vào ngày 22 tháng 4 năm 1745, còn Pháp mãi lo xâm lược Hà Lan nên cũng không thể chi viện cho Friedrich. Nhưng Friedrich vẫn kiên quyết giữ lấy Schlesien. Ông ta cài tình báo vào bộ chỉ huy quân Áo đặng kích động tâm lý chủ quan của các tướng Áo và nắm bắt các kế hoạch của họ. Tháng 3 năm 1745, các gián điệp đã tiết lộ với Friedrich rằng liên minh Áo-Sachsen đang tập trung binh lực chuẩn bị đánh từ Böhmen vào Schlesien. Ngay lập tức, vua Phổ lập sở chỉ huy ở Glatz quy tụ 58800 quân gồm 42 nghìn bộ binh, 14500 thiết kỵ và long kỵ, 2300 khinh kỵ cùng 54 đại bác về Schlesien trong tháng 4 – 5 năm 1745.

### Quân Áo tiến vào Schlesien

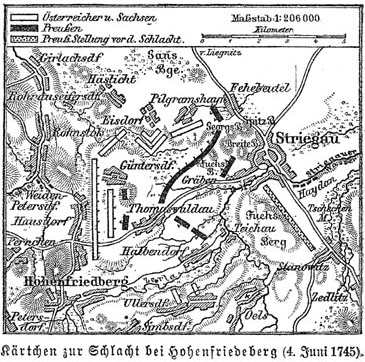
Bản đồ trận Hohenfriedberg ̣(4 tháng 6 năm 1745)

Đúng như các điệp viên Phổ thông báo, đại công nương Áo đã tổ chức tập kết một lực lượng lớn tại Böhmen vào mùa xuân năm 1745. Đội quân này bao gồm 4 vạn quân Áo do vương công Karl Alexander xứ Lothringen và 19 nghìn quân chư hầu Sachsen do quận công Johann Adolf chỉ huy. Lúc bấy giờ Traun đã được điều đi cầm quân trên mặt trận Bayern.. Sau thất bại của Friedrich trong chiến dịch Böhmen năm 1744, Karl rất xem thường sức mạnh quân đội Phổ, nên không hề đề ra biện pháp ngăn chặn các hoạt động quân sự và tình báo của Friedrich. Việc tập trung binh lực của Áo-Sachsen diễn ra khá chậm và vẫn chưa hoàn tất vào đầu tháng 5 - khi phía Phổ đã hoàn thành chuẩn bị chiến đấu.
Đến ngày 26 tháng 5, quân liên minh Áo-Sachsen khởi hành tiến đánh Schlesien. Để phát huy triệt để sức mạnh tác chiến của quân Phổ, Friedrich quyết định dụ địch khỏi vùng đồi núi trên biên ải Böhmen-Schlesien và ép họ đánh một trận quy ước trên đồng bằng Schlesien. Friedrich đã cài một điệp viên hai mang người Ý vào hành dinh Áo, nói phao rằng quân Phổ đang chạy lùi về Breslau. Friedrich còn sai các đơn vị cơ động của trung tướng Peter Ludwig du Moulin và thiếu tướng Hans Karl von Winterfeldt bắn tin này ra bên ngoài, rồi cũng chính các đơn vị ấy giả vờ tháo lui trước mặt quân tướng Áo. Kết quả là vào chiều ngày 3 tháng 6, liên quân Áo-Sachsen tiến khỏi các đồi gần Böhmen và đóng trại trên một địa bàn dài hơn 6 km giữa hai thị trấn Kauder và Hohenfriedberg. Do tin rằng quân địch đã co cụm về Breslau, Karl không cho kỵ binh đi trinh sát và chỉ phòng bị doanh trại một cách qua loa. Trên thực tế, cách đó không xa về phía đông nam, Friedrich đã ém quân sau rừng Nonnen-Bush và trong các trũng giữa Schweidnitz và Alt-Jauernick từ ngày 1 tháng 6.

## Diễn biến
Đêm ngày 3 tháng 6, Friedrich leo lên đồi Ritter-Berg gần Striegau và quan sát thấy quân địch đã xuất hiện trên đồng bằng Schlesien. Ngay sau đó, ông ta dẫn quân đi vòng qua hướng tây bắc đặng đột kích vào sườn phía đông (sườn trái) của quân đội Áo-Sachsen. 2h30 sáng ngày 4 tháng 6, quân đội Phổ nghỉ chân trên hướng đông nam suối Striegau chảy qua thị trấn cùng tên. Tại đây Friedrich chỉ thị cho toàn quân chia thành các hàng dọc vượt suối Striegau trên một chính diện chạy dài từ Striegau tới Teichau trên hướng tây nam, kế đến quẹo lên mạn tây bắc và tiến đến vùng ngoại ô thị trấn Pilgrimshain; tiếp theo đó, quân Phổ sẽ quay mặt sang hướng tây và lập đội hình chiến đấu, rồi di chuyển tấn công theo hình bậc thang với cánh phải là lực lượng đi đầu tại nửa phía bắc của hàng quân.

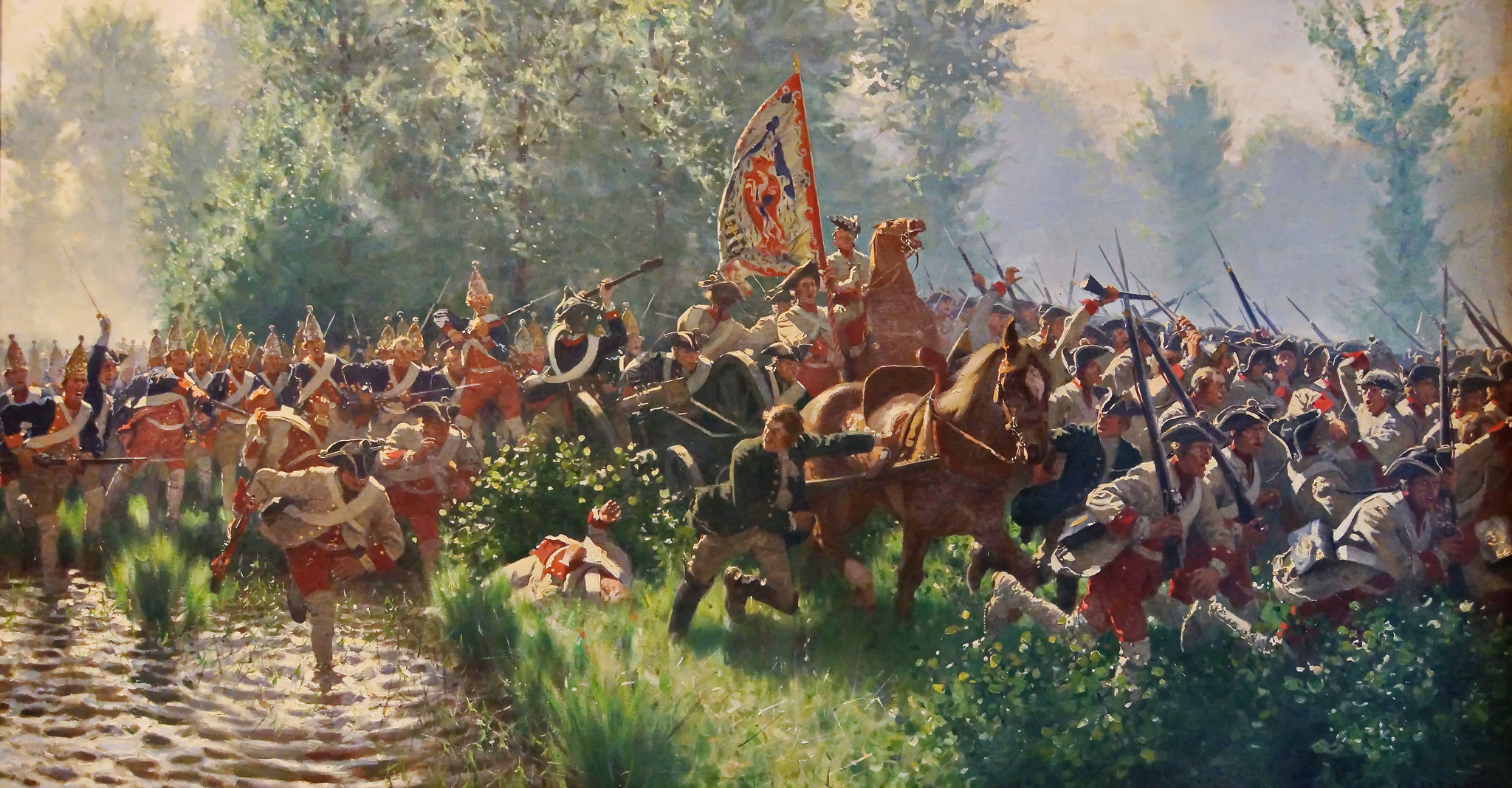
Các tiểu đoàn bộ binh Phổ đánh tan quân cận vệ Sachsen, tranh của Carl Röchling (1920).

Sau khi nhận được chỉ thị cụ thể từ quốc vương, người Phổ tiếp tục hành quân mau lẹ, trật tự và âm thầm đến mức phe Áo-Sachsen không thể nào phát hiện sự di chuyển của địch. Tuy nhiên, lực lượng liên minh bên kia suối Striegau được dàn trải xa về hướng đông hơn là Friedrich dự đoán. Rạng sáng ngày 4 tháng 6, quân tiền vệ cánh phải do trung tướng Du Moulin chỉ huy (gồm 6 tiểu đoàn bộ binh xung kích và 28 khối khinh kỵ binh) trở thành lực lượng Phổ đầu tiên vượt sang suối Striegau. Họ định di chuyển qua các đồi giữa Striegau với Pilgrimshain nhưng phát hiện một nhóm quân Áo-Sachsen đang đóng trên đó. Lúc 4h sáng, Friedrich nhận được cấp báo của Moulin về sự hiện diện của địch sát bờ bắc suối Striegau. Nhà vua lập tức chi viện cho Moulin một khẩu đội gồm 6 pháo 24 pao, đồng thời đôn đốc các đơn vị bộ binh và kỵ binh đi đầu đội hình chủ lực tăng tốc vượt suối. Khoảng 4 - 5h, Johann Adolf cho kỵ binh Sachsen và kỵ binh cánh trái Áo triển khai đội hình tác chiến trên hướng đông Pilgrimshain. Giao chiến đã bùng phát giữa kỵ binh Áo-Sachsen với quân khinh kỵ của De Moulin cùng lực lượng kỵ binh trên sườn phải đội hình chủ lực Phổ. Ban đầu kỵ binh Phổ nắm ưu thế về kỷ luật và quân số, nhưng chỉ sau vài phút trận đánh đã chuyển biến thành một cuộc hỗn chiến đẫm máu và không phân thắng bại giữa các loại kỵ binh của hai phe. 2 tiểu đoàn bộ binh xung kích Sachsen không may bị kẹt vào giữa trận hỗn chiến của kỵ binh. Một vài sĩ quan Phổ đã hoảng hồn khi thấy những lính bộ khỏe đẹp của Sachsen bị chém giết không thương tiếc. Tướng Sachsen là Schlichting "may mắn" hơn khi bị viên sĩ quan thiết kỵ Phổ Friedrich Wilhelm von Seydlitz bắt tại trận.
Trong lúc kỵ binh đang giao đấu ác liệt, lực lượng bộ binh hai phe đã kéo dần đến trận địa. Bộ binh Sachsen bên sườn trái liên quân đã xây dựng các tuyến phòng thủ trên một địa bàn nhấp nhô có nhiều đầm lầy, mương rãnh, bụi rậm, và được sự yểm trợ sát cận của pháo binh. Đối diện với họ, thống chế Phổ Leopold II von Anhalt-Dessau xua 9 tiểu đoàn vượt suối Striegau trên các cầu gần Gräben và triển khai đội hình tác chiến. Sau có thêm 12 tiểu đoàn nữa chủ động tham gia mũi tấn công này. Thực thi học thuyết chiến thuật của mình, bộ binh Phổ vác súng điểu thương di chuyển nhanh qua vùng hỏa lực của pháo và bộ binh địch, đến khi tới sát mới bắn xối xả vào đội hình Sachsen. Quân Sachsen vẫn giữ vững hàng ngũ; họ chống đỡ rất dữ dội và gây cho quân Phổ thương vong khá nặng nề. Phải đến 7h sáng, quân Phổ mới giành được thế thượng phong. Sau khi chờ mãi không thấy quân Áo đến tiếp sức, Johann Adolf ra lệnh rút hết lực lượng Sachsen khỏi trận địa, và điều này có nghĩa là toàn bộ cánh trái quân liên minh đã bị loại khỏi vòng chiến. Mặc dù kỵ binh cánh phải Phổ và bộ binh của Leopold đã kiệt sức không thể tiếp tục tấn công, quân Áo trên cánh phải liên quân vẫn hoàn toàn bị động. Friedrich quyết định chuyển hướng tất cả các lực lượng chưa tham chiến sang hướng tây nhằm tập trung đánh diệt quân Áo. Do mệnh lệnh không nhất quán, một lữ đoàn Phổ do đại tá Ferdinand von Brunswick-Wolfenbüttel chỉ huy gồm 5 trung đoàn phải phơi thân trên một khu vực trống trải cách làng Gϋnthersdorf 1000 bước về hướng đông, không có đơn vị nào yểm trợ. Tuy nhiên, vương công Karl đã không bắt lấy cơ hội này để chọc sườn cánh trái chưa triển khai đầy đủ của địch. Người Phổ dần đưa được 13 tiểu đoàn hỏa mai và 5 tiểu đoàn xung kích – cả thảy có 10400 lính – đến đối diện với người Áo. Quân bộ binh Áo đã dần dần bị đẩy lùi về hướng đông gần Gϋnthersdorf.
Cùng lúc đó có 9 trung đoàn kỵ binh Phổ vượt suối Striegau gần Teichau để yểm trợ sườn trái cho bộ binh. Lực lượng đầu tiên vượt sang bờ bắc là 10 khối thiết kỵ của thiếu tướng Kyau. Trong khi quân Kyau tiến vào vùng đồng bằng Halbendorf - Thomaswaldau, chiếc cầu sau lưng họ chợt đổ sập và làm cô lập họ với kỵ binh chủ lực Phổ. Lợi dụng ưu thế áp đảo về quân số, kỵ binh Áo ồ ạt xông lên tiêu diệt các thiết kỵ của Kyau. May mắn cho Kyau là thiếu tướng Hans von Zieten đã tìm ra một chỗ cạn giữa Teichau và Gräben; sau đó Ziethen đem trung đoàn khinh kỵ Ziethen và trung đoàn long kỵ Alt-Württemberg đánh ập vào tuyến thứ hai của kỵ binh Áo trước khi tuyến này có thể áp sát đội thiết kỵ Kyau. Đồng thời, trung tướng Nassau dẫn thêm 25 khối kỵ binh tràn qua chỗ cạn giữa suối Striegau và đột kích vào sườn trái kỵ binh Áo. Khoảng 8h sáng, dưới sức ép từ các đợt xung kích của kỵ binh Phổ kết hợp với hỏa lực bộ binh từ làng Thomaswaldau, toàn bộ bộ kỵ binh Áo đã tan vỡ và tháo chạy tán loạn khỏi trận địa. Nhiều người đã bị kẹt ở đầm lầy. Vương công Karl cũng suýt bị bắt.

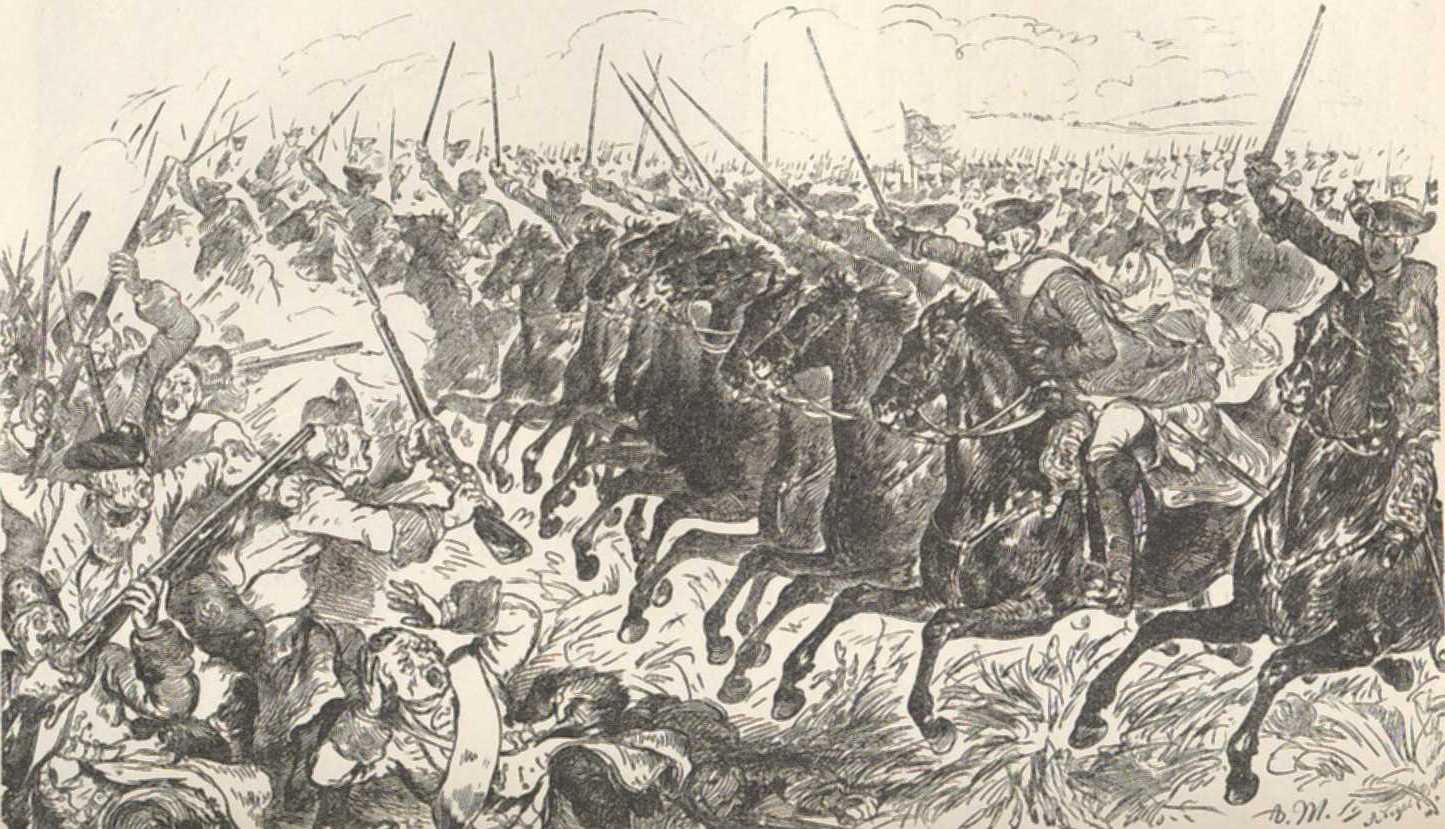
Trung đoàn long kỵ Bayreuth nhất tề xông vào hàng ngũ bộ binh Áo, tranh của Adolph von Menzel.

Sau khi quân Sachsen và kỵ binh Áo thua chạy, lực lượng liên quân tham gia trận đánh bị giảm xuống còn 19500 lính bộ binh ở trung tâm quân Áo. Các đơn vị tinh nhuệ của bộ binh Áo, được sự yểm trợ mạnh mẽ từ pháo binh, đã chặn đứng nhiều đợt tấn công của bộ binh địch. Trong lúc di chuyển tấn công, bộ binh Phổ đã sơ ý tạo một kẽ hở giữa trung đoàn Bevern với lữ đoàn của đại tá Ferdinand von Brunswick-Wolfenbüttel. Nhưng quân Áo chưa kịp khai thác sơ suất này thì trung đoàn long kỵ Bayreuth – một đơn vị kỵ binh đứng chân sau lưng bộ binh Phổ và chưa tham gia các trận chiến với kỵ binh Áo-Sachsen và kỵ binh Áo – đã chủ động luồn qua các khoảng trống trong đội hình bộ binh. Khoảng 8h15, trung đoàn long kỵ Bayreuth tung một đòn đột kích mạnh vào trận tuyến quân địch. Lính bộ binh Áo chống cự được một thời gian ngắn, nhưng sau đó tan rã và mạnh ai nấy chạy. Chỉ trong vòng chưa đầy nửa tiếng, trung đoàn Bayreuth chịu thương vong 94 người, nhưng đã diệt gọn 20 tiểu đoàn Áo, bắt được 2500 tù binh và tịch thu gần 67 quân kỳ Áo. Trận đánh khép lại vào 9h khi người Áo hoàn toàn bị trục xuất khỏi trận địa, và kế hoạch tái chiếm Schlesien của Maria Theresia đã bị phá sản.

## Kết cuộc
Trận Hohenfriedberg kết thúc với thất bại toàn diện của liên quân Áo-Sachsen. Khác với phần lớn các trận đánh giữa Phổ và Áo trong thời kỳ 1740-1763 – khi quân đội Phổ thường chấp nhận thương vong lớn hơn địch để đạt được chiến thắng, quân liên minh chịu thiệt hại gấp gần 3 lần so với quân Phổ tại Hohenfriedberg. Cụ thể hơn, tổn thất về nhân mạng của liên minh lên đến 14 nghìn người, bao gồm 9 nghìn người tử trận và 5 nghìn bị bắt làm tù binh. Trong số quân liên minh bị bắt sống có 5 sĩ quan cấp tướng. Đổi lại, tổng số quân Phổ chết, bị thương và mất tích chỉ lên đến 4751 người (trong đó khoảng 900 người thiệt mạng). Quân Phổ cũng phá hủy và tịch thu 66 cỗ đại bác của liên minh Áo-Sachsen. Tuy nhiên, do phần lớn lực lượng Phổ đã thấm mệt và hệ thống hậu cần của họ còn nhiều thiếu sót, Friedrich không tổ chức truy kích và để yên cho bại binh Áo-Sachsen rút lui an toàn về Böhmen.
Trong vài tuần tới, quân Phổ bỏ đói và đánh đập tù binh Sachsen rồi ép họ gia nhập quân đội Phổ. Sau một số tù binh trốn được về với quân nhà. Cuộc tàn sát tại Hohenfriedberg cùng với thái độ cư xử của người Phổ với tù binh Sachsen sau trận đánh đã dẫn tới sự căm thù lâu năm của người Sachsen đối với Phổ. Về sau, trong Chiến tranh Bảy năm (1756–1763), quân Sachsen ra trận hay hô hào trả thù cho trận này.
Chiến thắng của Friedrich II tại Hohenfriedberg-Striegau là đề tài của Hành khúc Hohenfriedberg (Der Hohenfriedberger) – một bản quân nhạc nổi tiếng của quân đội Phổ-Đức trước năm 1945. Tương truyền chính Friedrich II đã sáng tác hành khúc này để tuyên dương công trạng của trung đoàn long kỵ Bayreuth trong trận đánh.
Sau thảm bại Hohenfriedbeg, chính phủ Viên vẫn kiên quyết không chịu nhượng Schlesien cho Phổ. Maria Theresia và tuyển hầu tước Sachsen đã ra sức chấn chỉnh lực lượng để duy trì chiến tranh với Friedrich. Vương công Karl dẫn quân lui về Böhmen, dựng một tuyến phòng thủ từ lưng sông Adler tới thị trấn Königgrätz. Sau vài tuần án binh bất động, Friedrich khởi binh đánh Böhmen. Quân Áo không ra đánh, chỉ dùng khinh kỵ binh đánh phá đường liên lạc của địch. Ngày 18 tháng 9 năm 1745, Friedrich bắt đầu rút quân về Schlesien, khi gần tới nơi Friedrich cho dừng quân vài ngày gần thị trấn Burkersdorf. Quân Phổ lơ là phòng bị vì nghĩ quân Áo chỉ dùng khinh kỵ quấy rối. Karl chớp thời cơ tổ chức đột kích vào sườn phải Phổ, mở ra trận Soor ngày 30 tháng 9. Tuy khởi đầu bất lợi nhưng tính kỷ luật vượt trội của quân đội Phổ đã biến trận đánh thành một thảm họa nữa cho Áo. Thiệt hại ở trận này lên tới 3.911 quân Phổ và 7.444 quân Áo. Quân Phổ tiếp tục lui, đến ngày 19 tháng 10 Friedrich về thủ đô Berlin.
Tháng 11 năm 1745, vương công Karl họp 2 vạn quân Áo-Sachsen ở Oberlausitz (Sachsen), định đánh thọc vào vùng trung tâm Brandenburg của Phổ. Friedrich quyết định đánh phủ đầu, chia quân làm 2 cánh, cánh phía đông do Friedrich trực tiếp chỉ huy từ Schlesien cuốn sang Oberlausitz, cánh phía tây do thống chế Leopold I von Anhalt-Dessau chỉ huy từ Halle đánh bắc và trung bộ Sachsen. Friedrich vào Oberlausitz, đánh với quân của Karl trong các trận Katholisch-Hennersdorf và Görlitz (23-25 tháng 11 năm 1745). Karl tổn hao 5 vạn quân, lại phải chạy về Böhmen, nhưng vẫn đủ sức chi viện 6 nghìn quân Áo cho quân chủ lực của Sachsen vốn đang bị Leopold uy hiếp.  Leopold vào Sachsen, phá 2,5 vạn quân Sachsen và 6 nghìn quân Áo trong trận Kesselsdorf đẫm máu. Đến đây Maria Theresia mới chấp nhận thất bại. Giáng sinh năm 1745, phe Áo-Sachsen ký hòa ước Dresden trao Schlesien cho Phổ; đáp lại Friedrich chịu tôn phò chồng Theresia là Franz Stefan làm hoàng đế La-Đức. 

## Phân tích

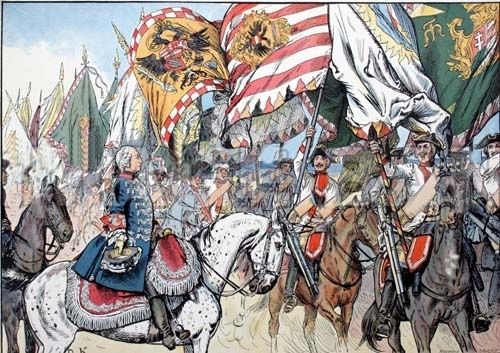
Friedrich II nhìn quân sĩ khoe các quân kỳ Áo-Sachsen bị tịch thu sau trận Hohenfriedberg, tranh của Carl Röhling (1920).

Friedrich II, trong niềm vui chiến thắng, đã viết thư cho thống chế Leopold I von Anhalt-Dessau (cha của thống chế Leopold II von Anhalt-Dessau, một trong những người tham gia trận đánh): 
| “              | Đây là điều tốt nhất mà tôi đã từng thấy. Quân đội đã vượt lên chính mình | ” |
| — Friedrich II |                                                                           |   |

Dù trình độ và kinh nghiệm thực tiễn của nhà vua và quân đội còn hơi non, trận Hohenfriedberg là lần đầu tiên họ xử lý thành thạo mọi khía cạnh của nghệ thuật chiến tranh. Friedrich đã thành công lớn trong các khâu chuẩn bị trận đánh, từ việc nhanh chóng tập trung lực lượng ở Schlesien, tới việc giả vờ rút lui dụ đối phương vào đồng bằng Schlesien – nơi có địa hình tác chiến lý tưởng cho quân đội Phổ, rồi việc tổ chức cuộc hành quân đêm bất ngờ tiếp cận vị trí quân Áo-Sachsen. Ông còn ứng xử một cách chủ động, nhạy bén sau khi quân tiền phương Phổ vượt sông Striegau và phát hiện đối phương dàn quân rộng hơn ông tưởng. Kết quả là quân Áo-Sachsen bị đánh khi không kịp triển khai đội hình, từng tiểu đoàn một phải chiến đấu biệt lập, không thể hiệp đồng tốt. Khi đã vào trận, cả ba binh chủng chính của Phổ là bộ binh, kỵ binh, pháo binh đều tác chiến hiệu quả.
Ở một góc nhìn khác, khi trận đánh thực sự nổ ra, Friedrich gần như không còn kiểm soát được điều gì. Diễn biến trận Hohenfriedberg cũng không khác trận Chotusitz 3 năm trước đó: nó bao gồm một loạt cuộc giao chiến độc lập, trong đó mỗi bộ phận quân đội Phổ đánh một trận riêng của mình. Các đơn vị viện quân thường tự mình bị kéo vào trận đánh hơn là theo mệnh lệnh của các chỉ huy cấp cao. Đòn đột phá quyết định khép lại trận đánh của trung đoàn long kỵ Bayreuth cũng là một tình huống kỳ lạ. Theo cải cách kỵ binh của Friedrich tháng 7 năm 1744, long kỵ binh phải đứng ở tuyến thứ hai trong đội hình kỵ binh, và chỉ được xông lên giáng vào các cánh sườn địch sau khi địch đã thua. Nhưng trong ngày diễn ra trận đánh Hohenfriedberg, nhà vua và các chỉ huy cao cấp đã quên không giao một việc hữu ích nào cho trung đoàn này. Lúc bình minh, trung đoàn long kỵ Bayreuth đứng canh gác gần rừng Nonnen-Busch, đề phòng khinh kỵ Áo từ trong rừng rậm trồi ra quấy rối các sườn quân Phổ. Từ đây, họ theo chân bộ binh vượt sông Striegau tại Teichau và cuối cùng đến phía nam Günthersdorf, không hề tham gia các trận đánh giữa kỵ binh hai bên. Đến khi phần lớn liên quân Áo-Sachsen đã tan chạy, chỉ có bộ binh trung tâm Áo còn cự lại được bộ binh Phổ, từ đây sự đưa đẩy của số phận cũng như sự chủ động của các sĩ quan trung đoàn Bayreuth đã khiến "Bayreuth" trở thành cái tên nức tiếng trong quân sử Phổ. Sau trận đánh Friedrich đã thốt lên:
| “              | Những người của trung đoàn Bayreuth là những Caesar chính hiệu. Đủ hiểu nếu là ở Roma xưa, những đài kỷ niệm họ phải hoành tráng đến mức nào rồi đó! | ” |
| — Friedrich II | |   |